# Jean Rolland
Jean Rolland (Clermont-Ferrand, 1330/1340 – Amiens, 17 dicembre 1388) è stato uno pseudocardinale francese, creato dall'antipapa Clemente VII.

## Biografia
Nacque a Clermont-Ferrand tra il 1330 ed il 1340.
L'antipapa Clemente VII lo elevò al rango di (pseudo) cardinale nel concistoro del 12 luglio 1385.
Morì il 17 dicembre 1388 ad Amiens.